# Púchov (stacja kolejowa)
Púchov – stacja kolejowa w Púchovie, położona w kraju trenczyńskim, na Słowacji. Stacja znajduje się na linii kolejowej nr 120 Bratysława – Żylina. Stanowi ważny węzeł komunikacji kolejowej w skali kraju. Oprócz głównej magistral, początek tutaj ma linia kolejowa do Horní Lideč w Czechach. Operatorem stacji jest Železnice Slovenskej republiky.